# Ipomoea kotschyana
Ipomoea kotschyana är en vindeväxtart som beskrevs av Ferdinand von Hochstetter och Jacques Denys Denis Choisy. Ipomoea kotschyana ingår i släktet praktvindor, och familjen vindeväxter. Inga underarter finns listade i Catalogue of Life.